# Märcz Tamás
Märcz Tamás (a sportsajtóban előfordult Märtz Tamás névváltozat; Budapest, 1974. július 17. –) magyar olimpiai bajnok, később olasz színekben játszó vízilabdázó, 2017. január elsejétől, Benedek Tibort váltva, a magyar férfi vízilabda-válogatott szövetségi kapitánya.

## Sportpályafutása
A KSI-ben kezdett sportolni. 1992-ben junior Eb-t nyert, egy év múlva junior vb bronzérmes volt. 1993-ban igazolt a BVSC-hez. 1995 elején, egy edzésen lábtörést szenvedett. Visszatérése után Magyar Kupa-győztes lett. Ebben az évben mutatkozott be a felnőtt válogatottban és a bécsi Eb-n ezüstérmes lett. A Világkupán induló csapatba nem tudott bekerülni. Decemberben KEK-döntőbe jutott a BVSC-vel, de elbukták azt. 1996-ban magyar bajnokságot nyert, amit 1999-ig minden évben megvédett a vasutas csapattal. 1997-ben Európa-bajnok, 1998-ban vb-ezüstérmes volt. A következő évben Európa-bajnok és világ kupa-győztes lett. 2000-ben magyar kupa-győztes volt. A Bajnokok Ligájában a harmadik helyen végzett. A bajnokságban ezüstérmet szerzett. A válogatottal olimpiai bajnokságot nyert.
Ezután az olasz RN Savona játékosa lett. A 2001-es Európa-bajnokságon bronzérmes volt. Ebben az évben szerepelt utoljára a felnőtt válogatottban. 2005-ben olasz bajnokságot és LEN Kupát nyert. Ezt követően a Chiavarihoz igazolt egy szezonra. 2006-ban az Eger színeiben újra a magyar bajnokságban szerepelt és bronzérmes lett. 2007-ben visszatért Olaszországba, ahol a Nervi játékosa volt. A következő szezont a Pro Recconál töltötte, amellyel bajnokságot nyert. Az Euroligában második lett. 2009-től a másodosztályú Acquachiara játékosa lett. Ebben az évben magyar-olasz kettős állampolgár lett. Klubjával 2011-ben felkerült az első osztályba. 2012-ben az olimpiára készülő olasz válogatott tagja volt, de kimaradt az utolsó keretszűkítéskor.
2013 nyarán befejezte játékos pályafutását, és a BVSC vezetőedzője lett. 2014 októberében kinevezték a magyar női vízilabda-válogatott másodedzőjének. Ezt a posztját Merész András lemondásáig töltötte be. 2016 decemberében kinevezték a magyar férfi vízilabda-válogatott szövetségi kapitányának. Irányításával 2020-ban Európa-bajnok, 2021-ben olimpiai bronzérmes lett a válogatott. 2021 októberében három évvel meghosszabbították a megbizatását.
A 2022-es vízilabda-világbajnokságon hetedik lett a válogatott. Néhány héttel később közös megegyezéssel távozott a kapitány posztról.

## Kiemelkedő eredményei

### Válogatott
- Olimpiai bajnok (2000 – Sydney)
- Világbajnoki ezüstérmes (1998 – Perth)
- Európa-bajnok (1997 – Sevilla, 1999 – Firenze)
- Európa-bajnoki ezüstérmes (1995 – Bécs)
- Európa-bajnoki bronzérmes (2001 – Budapest)
- Világkupa-győztes (1999 – Sydney)
- Junior Európa-bajnok (1992 – Sopron)
- Junior világbajnoki bronzérmes (1993)

### Klub
- BL ezüst és bronzérmes (2009-Pro Recco, 2000 – BVSC)
- KEK-döntős (1996 – BVSC)
- Magyar bajnok (1996, 1997, 1998, 1999 – BVSC)
- Magyar Kupa-győztes (1995, 2000 – BVSC)
- Olasz bajnok (2005, 2009 – Savona, majd Pro Recco)
- LEN-Kupa győztes (2005 – Savona)
- Magyar Kupa bronzérem (2006 – Eger)
- Olasz Kupa-győztes (2009 - Pro Recco)

## Edzői
Lakics Ilona,
Várkonyi Gabriella,
Horváth István,
Kácsor László,
Dömötör Zoltán,
Pék Gyula,
Gerendás György,
Horkai György,
Kemény Dénes,
Claudio Mistrangelo,
Giuseppe Porzio.

## Családja
Nős, két lánya van, Mira Csenge (2004) és Lora  (2010).

## Díjai, elismerései
- Széchenyi-emlékérem (2000)
- A Magyar Köztársasági Érdemrend tisztikeresztje (2000)
- A Vasút Szolgálatáért kitüntetés arany fokozata (2000)
- Az év magyar sportcsapatának tagja (2000)
- Csanádi-díj (2001)
- Mesteredző (2021)[11]
- A Magyar Érdemrend középkeresztje (2021)[12]